# Határozói eset
A határozói eset vagy határozóeset, latinul ablativus, bizonyos indoeurópai nyelvekben a nyelvtani esetek egyike. A megkülönböztetett esetek – ezek általában az alanyeset, tárgyeset, részes eset, birtokos eset és megszólító eset – közé nem tartozó egyéb viszonyokat fejez ki, amelyek a mondatban valamely határozó vagy határozós szószerkezet szerepét töltik be. Jelentése leggyakrabban helyhatározó, időhatározó vagy módhatározó, értelemszerűen a szövegkörnyezettől függően. Mivel az ablativust gyakran valamilyen elöljárószóval együtt használják, elöljárós esetnek is szokták nevezni bizonyos nyelveken.
A modern indoeurópai nyelvek egy részében (pl. germán és újlatin nyelvek), amelyekből a névszóragozás kiveszett, általában már csak a személyes névmásoknak van megkülönböztetett határozói esetük; a névszóknál elöljárószókkal fejezik ki a mondatban a határozói viszonyokat.
Példák az ablativus használatára néhány nyelvből:
- angol: I go with him – „elmegyek vele” (alaktanilag megegyezik a tárgy és a részes esettel);
- latin: cum laude – „dicsérettel”;
- spanyol: creo en ti – „hiszek benned”;
- orosz: в школе (v skolje) – „(az) iskolában”.